# Papirus Fouad 266
Papirus Fouad 266, poznat i kao fragmenti Rahlfs 847, 848 i 942, predstavljaju dijelove papirusnog rukopisa u obliku svitka koji sadrži grčki prijevod Petoknjižja, poznatog kao Septuaginta. Njihovo paleografsko datiranje pripisuje ih 1. stoljeću prije Krista. Postoje različita mišljenja o tome je li tekst originalan ili predstavlja kasniju reviziju Septuaginte.

## Opis
Grčki tekst je zapisan uncijalnim slovima na papirusu, raspoređen u 33 retka po stupcu. Uncijalna slova su uspravna i zaobljena. Ovaj rukopis identificiran je brojevima 847, 848 i 942 na Rahlfsovoj suvremenoj numeraciji rukopisa Septuaginte. Tekst sadrži podjele odjeljaka s numeriranim paragrafima (5, 26, 27) i ukupno se sačuvalo 117 papirusnih fragmenata ovog kodeksa. Riječ je o "jasno židovskom rukopisu".
Prefiks "Fouad" označava povezanost s Fouadom I. iz Egipta

### Verzija
Dok neki tumače prisutnost Tetragrama u Papirusu Fouad 266, najstarijem rukopisu Septuaginte u kojem se pojavljuje, kao pokazatelja onoga što se nalazilo u izvornom tekstu, drugi smatraju ovaj rukopis "arhaizirajućom i hebraizirajućom revizijom prethodnog prijevoda s κύριος". Zbog prisustva imena YHWH na hebrejskom, Paul Kahle je smatrao da je ovo najsavršeniji tekst LXX:
Karakteristična osobina ovog papirusa je činjenica da je ime Božje napisano kao Tetragrammaton u hebrejskom četvrtastom obliku [(יהזה‎)]. Na moj zahtjev za pregledom objavljenih fragmenata papirusa, otac Vaccari zaključio je da papirus mora biti napisan 400 godina prije kodeksa B, vjerojatno najkompletnijeg teksta Septuaginte koji nam je dostupan.
Tekst na papirusu blizak je starogrčkom tekstu Septuaginte, ali prema Albertu Pietersmi, radi se o ranoj reviziji masoretskog teksta (tj. Ponovljeni zakon 22:9). George Dunbar Kilpatrick i Emanuel Tov, ne slažući se s Pietersmom, "ne vide nikakvu recenziju na djelu."

### Tetragram
Ovaj papirus, pronađen u Egiptu, potječe iz prvog stoljeća prije Krista i drugi je najstariji poznati rukopis Septuaginte (grčke verzije hebrejske Biblije). To je najstariji rukopis koji, unutar grčkog teksta, koristi hebrejski tetragram na aramejskom "kvadratnom" ili ašurskom pismu, יהוה, trideset puta.
Postoje različite interpretacije o tome kako je božansko ime YHWH prevedeno u izvornom grčkom tekstu. Neki tvrde da je originalni grčki tekst koristio tetragram umjesto riječi κύριος, dok drugi vjeruju da je tekst u Papirusu Fouad 266 rezultat hebraizirane revizije originalnog grčkog teksta koji je koristio κύριος. Albert Pietersma tvrdi da Papirus Fouad sadrži određene rane ispravke hebrejskoga teksta (koji bi koristio tetragram). Pietersma također primjećuje da je bilo mjesta na papiru za napisati grčku riječ ΚΥΡΙΟΣ (Gospod), ali je drugi pisar umjesto toga umetnuo tetragram. Koenen tvrdi da pisar iz 848. nije mogao napisati hebrejski tetragram i da je stoga ostavio prostor drugom pisaru da ga umetne, vjerojatno zbog veće svetosti tetragrama. Emanuel Tov primjećuje da je "izvorni grčki pisar ostavio velike prostore za tetragramaton označene uzdignutom točkom sa svake strane prostora". Würthwein također smatra da je "tetragram, izgleda, bio arhaizirajuća i hebraizirajuća revizija ranijeg prijevoda κύριος".

## Povijest svitka
Paleografski, rukopis je datiran u 1. ili čak 2. stoljeće pr. Kr. To je drugi najstariji rukopis Septuaginte. Otkriven je 1939. godine u Fayyumu, gdje su postojale dvije židovske sinagoge. Prvi objavljeni tekst iz rukopisa uredio je William Gillan Waddell 1944. godine. Dodatnih 18 fragmenata rukopisa objavljeno je 1950. godine u Novom svjetskom prijevodu Kršćanskih grčkih spisa. Rukopis su proučavali Françoise Dunand i P. E. Kahle. Godine 1971. objavljeno je svih 117 fragmenata rukopisa. Trenutno se rukopis čuva u Société Royale de Papyrologie u Kairu.